# Атяшкино
Атяшкино — село в Сурском районе Ульяновской области в составе Чеботаевского сельского поселения.

## География
Находится на расстоянии примерно 37 километров по прямой на востоко-северо-восток от районного центра — посёлка Сурское.

## История
В 1913 году в селе было дворов 250, жителей 1710 и Троицкая церковь (утрачена). В 1990-е годы работало ТОО «Ульяновский».

## Население
Население составляло 87 человек в 2002 году (мордва 77 %), 76 по переписи 2010 года.

## Достопримечательности
- Обелиск павшим в ВОВ (1989 год).